# Камара, Адама
Адама Камара (фр. Adama Kamara; род. 17 декабря 1964, Абиджан) — ивуарийский политический и государственный деятель, министр занятости и социального обеспечения населения (с 2021).

## Биография
Родился 17 декабря 1964 года в Абиджане, Кот д’Ивуар. Окончил Университет Феликса-Уфуэ-Буаньи, где в 1988 году получил диплом об общем университетском образовании, а в 1989 году — степень в области частного права. В 1991 году он получил степень магистра в области делового права.
В ранние годы своей юридической карьеры Камара работал помощником государственного советника Кот-д’Ивуара по вопросам внутреннего долга. Кроме того, он принимал участие в подготовке ряда государственных соглашений, а также в разработке реформ в области медицинского страхования, энергетики и транспорта. Позднее Камара принимал участие в составлении рамочных контрактов по продаже нефтяных продуктов, а также выступал в роли консультанта по вопросам организации морской границы с Ганой.
В феврале 2002 года Камара был назначен специальным советником по правовым вопросам Седу Диарры, пробыв в должности до декабря 2005 года. В 2017 году он присоединился к офису премьер-министра Амаду Гона Кулибали в качестве специального советника, где возглавлял рабочие группы в области горнодобывающей и нефтяной промышленности, здравоохранения, экономики и юстиции. Камара сохранил свой пост и в правительстве Амеда Бакайоко, который сменил умершего несколькими днями ранее премьер-министра.
В марте 2021 года Камара был избран депутатом Национального собрания от Одиенне, а месяц спустя получил портфель министра занятости и социального обеспечения населения в правительстве Патрика Аши.